# Eva Tejedor Calvo
Eva Tejedor Calvo (Zaragoza) es una investigadora española, especialista en las propiedades de la trufa negra. Fue galardonada en 2023 con un Accésit en los III Premios Talento y Tecnología que otorga el Ayuntamiento de Madrid.

## Trayectoria
Nativa de Zaragoza, Tejedor se graduó en Ciencias y Tecnología de los Alimentos por la Universidad de Zaragoza (UNIZAR) en 2017. Al año siguiente, en 2018, realizó el Máster en Nuevos Alimentos de la Universidad Autónoma de Madrid (UAM) donde posteriormente se doctoró en 2022 en Ciencias de la Alimentación con la tesis titulada Diseño de metodologías novedosas para obtener extractos con valor añadido como potenciadores aromáticos e ingredientes funcionales para la revalorización de la trufa.
Tejedor estudia los compuestos beneficiosos de las trufas en el laboratorio de los ingredientes fúngicos bioactivos del grupo de Producción y Caracterización de nuevos alimentos del Instituto de Investigación en Ciencias de la Alimentación (CIAL) (CSIC-UAM) en colaboración con el departamento de Recursos Forestales del Centro de Investigación y Tecnología Agroalimentaria de Aragón (CITA).
Ha realizado más de veinte investigaciones publicadas desde 2019, relacionadas con las propiedades aromáticas de la trufa negra. Y debido a su especialización, en enero de 2018, participó con la conferencia El aroma de Tuber melanosporum: técnicas de destilación e impregnación, en el evento gastronómico Madrid Fusión, dentro de la XVI Cumbre Mundial de la Gastronomía. En 2022, fue una de las formadoras del equipo de jueces del panel de cata que valoró la indicación geográfica protegida de la trufa negra de Teruel. Al año siguiente, en 2023, también fue ponente en el evento Trufa-te realizado en Sariñena.
Realiza su Post Doctorado en la Universidad de Zaragoza en el Departamento de Química Analítica de las Ciencias de Tecnología y Alimentación.

## Reconocimientos
En 2023, Tejedor fue galardonada con uno de los 11 Accésit en los III Premios Talento y Tecnología 2023 del Ayuntamiento de Madrid, que entrega en colaboración de la Fundación Parque Científico de Madrid. Recibió este premio por su tesis titulada Diseño de metodologías novedosas para obtener extractos con valor añadido como potenciadores aromáticos e ingredientes funcionales para la revalorización de la trufa, que realizó en colaboración con la Sección Departamental de Ciencias de la Alimentación de la Universidad Autónoma de Madrid y el Centro de investigación y Tecnología Agroalimentaria de Aragón (CITA) bajo la dirección de los investigadores Cristina Soler y Pedro Marco.

## Publicaciones
- 2022 - Diseño de metodologías novedosas para obtener extractos con valor añadido como potenciadores aromáticos e ingredientes funcionales para la revalorización de la trufa. Tesis doctoral. Universidad Autónoma de Madrid.